# شیشکینسکی
شیشکینسکی (به لاتین: Shishkinsky) یک منطقهٔ مسکونی در روسیه است که در آدیغیه واقع شده‌است.